# Brezolupy
Brezolupy este o comună slovacă, aflată în districtul Bánovce nad Bebravou din regiunea Trenčín. Localitatea se află la altitudinea de 222 m deasupra n.m., se întinde pe o suprafață de 6,34 km2 și în 2017 număra 507 locuitori.

## Istoric
Localitatea Brezolupy este atestată documentar din 1294.

## Demografie
| An:                | 1994 | 2004    | 2014   | 2024   |
| ------------------ | ---- | ------- | ------ | ------ |
| Număr de persoane: | 410  | 476     | 494    | 521    |
| Diferență:         |      | +16,09% | +3,78% | +5,46% |

| An:                | 2023 | 2024   |
| ------------------ | ---- | ------ |
| Număr de persoane: | 506  | 521    |
| Diferență:         |      | +2,96% |